# Edgeley
Edgeley is een plaats (city) in de Amerikaanse staat North Dakota, en valt bestuurlijk gezien onder LaMoure County.

## Demografie
Bij de volkstelling in 2000 werd het aantal inwoners vastgesteld op 637.
In 2006 is het aantal inwoners door het United States Census Bureau geschat op 562, een daling van 75 (-11,8%).

## Geografie
Volgens het United States Census Bureau beslaat de plaats een oppervlakte van
1,9 km², geheel bestaande uit land. Edgeley ligt op ongeveer 477 m boven zeeniveau.

## Plaatsen in de nabije omgeving
De onderstaande figuur toont nabijgelegen plaatsen in een straal van 28 km rond Edgeley.